# 원 나잇 온리 (영화)
"원 나잇 온리"는 2014년에 개봉한 대한민국의 영화이다.

## 캐스팅
밤벌레
- 박수진 : 한재 역
- 장유상 : 훈 역
- 박근록 : 희섭 역
- 이근욱 : 동우 역
- 장철민 : 호프여사장 역
- 윤정일 : 호프멤버들 역
- 박상혁 : 호프멤버들 역
- 장형준 : 호프멤버들 역
- 김민기 : 호프멤버들 역
- 최창일 : 호프멤버들 역
- 한기윤 : 호프멤버들 역
- 한성용 : 호프멤버들 역
- 김웅용 : 경찰 역
- 김현호 : 경찰 역
- 박성일 : 회사원 역

하룻밤
- 유민규 : 근호 역
- 정원조 : 준 역
- 조복래 : 용우 역
- 김대준 : 상수 역
- 허웅 : 재호 역
- 주명철 : 게이바 사장 역
- 김호원 : 화장실남 역
- 이세일 : 사고남 역
- 박혜영 : 트랜스젠더 역
- 장리아 : 트랜스젠더 역
- 이정은 : 엄마 (목소리) 역
- 스튜어트 호위츠 : 외국인 역